# 전자문서 유통증명서
전자문서 유통증명서란, 공인전자주소를 통하여 전자문서가 송신 또는 수신되거나 열람 사실이 포함된 정보(이하 '유통정보'라 한다.)를 “전자문서 및 전자거래 기본법” 제22조제1항에 따른 전담기관(정보통신산업진흥원)이 대통령령으로 정하는 방법과 절차에 따라 발급한 증명서이다.

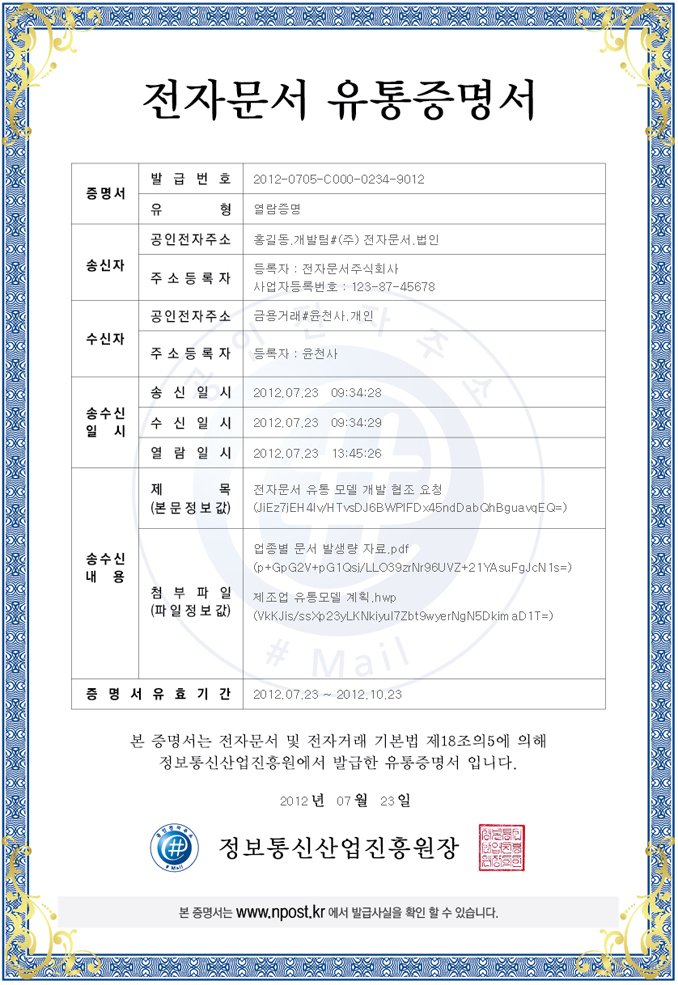
전자문서 유통증명서

## 유통 정보
“전자문서 및 전자거래 기본법” 제18조의5제1항제3호에서 유통정보를 다음 각 호의 사항을 말한다.
1. 전자문서의 명칭
2. 전자문서의 열람 일시
3. 송신자 및 수신자의 공인전자주소
4. 전자문서의 고유번호 및 해시값(파일의 고윳값으로서 일종의 전자지문을 말한다.)

## 증명서 발급
“전자문서 및 전자거래 기본법” 제18조의5제2항에 근거하여 공인전자주소를 이용하여 전자문서를 송.수신한 자는 유통증명서 발급을 전담기관인 정보통신산업진흥원에 신청한다.
전담기관이 발급한 유통증명서에는 다음 각호의 사항을 포함한다.
1. 전자문서의 명칭
2. 송신자 및 수신자의 인적정보 및 공인전자주소
3. 전자문서의 송신. 수신 및 열람일시
4. 전자문서의 해시값
5. 유통증명서의 일련번호
6. 유통증명서의 유효기간